# Kohlera nebula
Kohlera nebula là một loài bướm đêm trong họ Noctuidae.